# الشؤون القانونية الشخصية والتجارية لدونالد ترامب
منذ السبعينيات وحتى انتخابه رئيسًا في عام 2016، كان دونالد ترمب وشركاته متورطين في أكثر من 4,000 قضية قانونية في المحاكم الفيدرالية والمحلية في الولايات المتحدة، تضمنت هذه القضايا نزاعات مع زبائن الكازينوهات ودعاوى عقارية بملايين الدولارات، بالإضافة إلى دعاوى التشهير الشخصي وأكثر من 100 نزاع ضريبي تجاري. كما وُجهت له اتهامات بالتحرش والاعتداء الجنسي،  حيث نتج عن إحدى هذه الاتهامات تحميله المسؤولية المدنية.
في عام 2015، وصف محامي ترمب آلان غارتن، القضايا القانونية التي تورط فيها ترمب بأنها أمر طبيعي في عالم الأعمال في الولايات المتحدة. على الرغم من أن التقاضي شائع بالفعل في قطاع العقارات، إلا أن ترمب كان متورطًا في عدد كبير جدًا من القضيا القانونية مقارنةً بنظرائه من رجال الأعمال مثل إدوارد جيه دي بارتولو جونيور، ودونالد برين، وستيفن إم روس، وسام زيل، ولاري سيلفرستين. رفع ترمب العديد من القضايا، كانت أغلبها موجهة ضد زبائن في كازينوهاته الذين كانوا مديونين له. حيث حقق الفوز في 92% من القضايا التي صدر فيها حكم.
شهدت فترة رئاسة ترمب وما بعدها العديد من القضايا القانونية والتحقيقات، بعضها يحمل أهمية تاريخية. بين أكتوبر 2021 ويوليو 2022 وحدهما، أنفقت اللجنة الوطنية الجمهورية أكثر من 2 مليار دولار أمريكي على محامين يمثلون ترمب في القضايا المتعلقة بفترة رئاسته، بالإضافة إلى شؤونه الشخصية والتجارية. في يناير 2023، فرض قاضٍ فيدرالي غرامة مالية على ترمب ومحاميه بلغت حوالي مليون دولار، واصفًا إياه بأنه «مدعى بارع ومحنك يستخدم المحاكم مرارًا للانتقام من خصومه السياسيين».
في 6 ديسمبر 2022، أُدينت منظمة ترمب، الشركة الأم للعديد من شركات ترمب، بسبع عشرة تهمة جنائية.
أُدين ترمب بتهم الاعتداء الجنسي والتشهير، وهي القضية التي أُثيرت قبل عدة سنوات، حيث صدر الحكم ضده في عام 2023. وما زالت هذه القضية مستمرة حتى الآن، إذ يسعى ترمب لاستئناف الحكم الذي يلزمه بدفع أكثر من 80 مليون دولار كتعويض للضحية، إ. جان كارول. كما أُدين هو وشركاؤه في قضية احتيال تتعلق بالمبالغة في تقدير قيمة شركته وصافي ثروته الشخصية. نتيجة لذلك، فُرضت عليه غرامة مالية قدرها 364 مليون دولار،  بالإضافة إلى فائدة قدرها 100 مليون دولار، وقد قام باستئناف هذا الحكم أيضًا. في عام 2024، أُدين ترمب بعدة تهم تتعلق بتزوير السجلات التجارية المرتبطة بدفعات مالية سرية للممثلة الإباحية ستورمي دانييلز،  رغم أن الحكم تأجل بسبب قرار للمحكمة العليا قد يؤثر على القضية.
في عام 2024، سيتعين على ترمب المثول أمام المحكمة لمواجهة تهم فدرالية مرتبطة بانتخابات 2020. تليها في عام 2025 محاكمة أخرى بسبب تهم فدرالية تتعلق بإدارته لوثائق سرية.